# Elnaz
Elnaz är ett azerbaijanskt namn som betyder den söta flickan i stammen. 'El' betyder stam och 'naz' betyder söt.[källa behövs]
Den 31 december 2014 fanns det totalt 132 kvinnor folkbokförda i Sverige med namnet Elnaz, varav 122 bar det som tilltalsnamn.
Namnsdag: saknas

## Personer med namnet Elnaz
- Elnaz Shakerdost, iransk skådespelerska